# Белюк
Белюк чи Беглюк або Білук, Белук (*д/н —після 1168) — половецький хан з приднівпровських половців роду бурдж-оґли.

## Життєпис
Належав до клану бурдж-оґли (в руських літописах згадуються як бурчевичі). Про його батьків нічого невідомо. Перша згадка про Белюка сягає 1162 року. Тоді ж або 1163 року уклав союз з Рюриком Ростиславовичем, князем смоленським (майбутнім великим князем Київським). Того ж року видав свою доньку заміж за Рюриком Ростиславовичем.
У 1167 або 1168 році Ярослав Всеволодович, князь чернігівський, напав на кочів'я Белюка. У цьому поході князь Ярослав узяв у полон дружину та дітей Белюка. У відповідь Белюк брав участь разом з іншими половецькими ханами у блокуванні Залозного, Солоного та Грецького шляхів.
Близько 1170 року напевне брав участь у битві з руськими князями Ростиславом Мстиславичем, великим князем Київським, Мстиславом, Ярославом, Ярополком Ізяславичами, князями Волині, Володимиром Андрійовичем, князем Дорогобузьким, Володимиром Мстиславичем, князем Трипільським, Глібом Юрійовичем, князем Переяславським, Рюриком, Давидом, Мстиславом Ростиславичами, Глібом Всеволодичем. В ній половці зазнали поразки. Можливо тоді Белюк загинув, або помер дещо пізніше.

## Родина
- Марія, дружина великого князя Київського Рюриком Ростиславовичем
- Ізай, хан
- Гзак, хан